# Electricity
「Electricity」（エレクトリシティー）は、日本のシンガーソングライター、宇多田ヒカルの楽曲。2024年4月10日発売のベスト・アルバム『SCIENCE FICTION』に収録されている。作詞・作曲は宇多田ヒカル、プロデューサーとして、宇多田の8thアルバム『BADモード』収録曲の「BADモード」、「気分じゃないの (Not In The Mood)」、「Somewhere Near Marseilles -マルセイユ辺り-」などを手掛けたUKのプロデューサーFloating Pointsが担当している。
尚、本項目では本楽曲のリミックスバージョン「Electricity (Karen Nyame KG Remix)」、「Electricity (Arca Remix)」、「Electricity (salute Remix)」の3つと、これらを収録したEP「Electricity Remixes」についても合わせて記述する。

## 概要
本作は伊藤忠商事CMソングとしてのタイアップが決定しており、2024年4月1日より自身も出演するCMのオンエアがスタートしている。
タイアップ先のCMとなる作品の撮影はロンドンにて行われ、映像の展開としては「地球を外から眺めることの出来る魔法の望遠鏡」がキーアイテムとなって展開していく形となっており、「おかげさまで」と言う人々と、過去と未来を繋ぐ言葉の存在が望遠鏡を通して見えるようになっており、「『おかげさまで』が地球を回す力になればいいのに。」と言うメッセージを宇多田のナレーションで届ける形となっている。
CMのキャッチコピーの『おかげさまで』から感じられたことに関して宇多田はOTOTOYのインタビューにて以下のように語っている。
誰も一人では生きていけないので、日々の暮らしの中で身近な人にもそうじゃない人にも、それと今の瞬間に感謝してます。困った時こそそういうことを感じ易いので、困るような状況に陥ることも大事なことだなと思ってます。周りの人たちに頼れるようになってこそ、自立した人間になれたということだと思います。—宇多田ヒカル
本作の歌詞に込めた思いに関して、宇多田は,Spincoasterのインタビューにて以下のように明かしている。
私が自分の中から、人から、宇宙と地球から感じる不可視なエネルギーや波動とその不思議で強力な結びつきを表現しました。「SCIENCE FICTION」というアルバムタイトル通り、地球に移住してきたり観光に訪れた宇宙人二人が地球で出会うというSF物語のような設定の歌詞世界です。宇宙人の話を描いていたのに最終的に人類への気持ちとか、この世で人間として生きることの意味に辿りついて自分でもびっくりしたところで、完成しました。—宇多田ヒカル

## ミュージックビデオ
本作はミュージックビデオ(以下MV)が制作されており、そのMVが『HIKARU UTADA LIVE CHRONICLES in cinema』の東京会場となる新宿ピカデリーにて、期間限定で上映されることが決定し、デビュー26周年を迎えた12月9日にYouTube上でも公開され、公開直後から急上昇ランクにも入っている。
本作のミュージックビデオは、山口県山口市にあるKDDI山口衛星通信所を舞台にして行われ、電子機器のようなものに囲まれた部屋のカットから始まり、奥にはネットワーク機器のようなものが見え、その後屋外に移動し、パラボラアンテナに囲まれた場所にて宇多田が歌唱する内容となっている。

## Electricity (Karen Nyame KG Remix)
『Electricity (Karen Nyame KG Remix)』(エレクトリシティー (カレン・ニャメ・ケイジー・リミックス))は宇多田ヒカルの配信限定シングル

### 解説
本作の楽曲のリミックスは、ロンドンを拠点とするプロデューサー・Karen Nyame KGによって手掛けられた楽曲となっている。
本作の配信リリースに合わせてビジュアライザーも同時に公開が成されている。
Karen Nyame KGは本作のリリースに際して、Yahoo!ニュース記事にて以下のようにコメントを寄せている。
原文:Hey I'm Karen Nyame KG. Don't forget the release of Hikaru Utada's Electricity.
 My remix is coming out on February the 15thーmake sure you look out for that. Hope you enjoy it.
和訳:こんにちは、Karen Nyame KGです。宇多田ヒカルの「Electricity」のリリースをお忘れなく。
私のリミックスは2月15日にリリースされるので、ぜひチェックしてみてください。楽しんでいただけたら嬉しいです。—Karen Nyame KG

### 収録曲
1. Electricity (Karen Nyame KG Remix) (3:42)
作詞・作曲：宇多田ヒカル / Remixed by Karen Nyame KG

## Electricity (Arca Remix)
『Electricity (Arca Remix)』(エレクトリシティー (アルカ・リミックス))は宇多田ヒカルの配信限定シングル

### 解説
本作のリミックスは、スペインバルセロナを拠点に活動を展開するミュージシャンArcaによって手掛けられた楽曲となっている。
本作にはミュージックビデオも制作されており、MVが公開された。それを記念して、4月27日までMVのシェアキャンペーンも実施される運びとなった。
なお、宇多田は日本時間4月21日に行われた『コーチェラ・バレー・ミュージック＆アート・フェスティバル2025』にて出演したアルカのステージにゲストで出演し、本楽曲と『One Last Kiss』、『Passion』のマッシュアップも披露した。
また、配信リリースに合わせてオフィシャルビジュアライザーも公開された。
本作に関して、アルカと宇多田はビルボードジャパンにて、以下のようにコメントを寄せている。
原文:It's a song that's so full of life and so vibrant
and so much about a warmth, a connection that can't be broken. I wanted to do my best to
recontextualize it sonically from the original, which is already so amazing, and try to do
something different. In this instance, I wanted to go for something celebrational and to
make it as electric as the song title implied ? euphoric eve
和訳:この曲は生命力に満ち溢れ、鮮やかで、温かさや壊れることのない繋がりを強く感じさせる曲です。元々素晴らしいオリジナル曲ですが、今回はサウンド的に再構築し、何か違うことを試みたいと思いました。今回は祝祭的な雰囲気を醸し出し、曲名「ユーフォリック・イヴ」が示唆するエレクトリックな曲にしたいと思いました。—アルカ
原文:It was an honor, and it was really exciting because I didn't know what to expect. There's an unmistakable Arca sound, yet she draws from such a beautiful range of music and experiences that you never really know what you're going to get. What we got was incredible and beautiful. I'm very happy and excited to have had this opportunity to collaborate with her.
和訳:光栄でした。どんな作品になるか全く予想もつかなかったので、本当に興奮しました。紛れもないアルカのサウンドでありながら、彼女は実に幅広い音楽と経験からインスピレーションを得ているので、どんな作品になるのか全く予想もつきません。私たちが得たものは、信じられないほど美しく、素晴らしいものでした。彼女とコラボレーションする機会を得られたことを、とても嬉しく、ワクワクしています。—宇多田ヒカル

### 収録曲
1. Electricity (Arca Remix) (3:38)
作詞・作曲：宇多田ヒカル / Remixed by Arca

## Electricity (salute Remix)
『Electricity (salute Remix)』(エレクトリシティー (サルート・リミックス))は宇多田ヒカルの配信限定シングル

### 解説
本作はイングランドマンチェスターを拠点に活動を展開するサルートが手掛けた楽曲となっている。
EDM情報マガジンでは、本作のリミックスに関して、『オリジナルのソウルフルさを見事にパワーアップさせ、saluteお得意の疾走感とエモーショナルさを増幅させた見事なリミックスに仕上がっている。』と評している。
OTOTOYの連載コラムでは、2人組ダンスミュージックユニットUilouとしての活動と平行しながら、OTOTOYのニュース記事書きも勤めるAFAMooが「エレクトロニックなダンスナンバーに仕上がっています。」と評しており、更に「キャッチーでかなり踊れる素晴らしい1曲です！」と評価している。

### 収録曲
1. Electricity (salute Remix) (4:10)
作詞・作曲：宇多田ヒカル / Remixed by salute

## Electricity Remixes
『Electricity Remixes』（エレクトリシティー・リミキシーズ）は、日本のシンガーソングライター・宇多田ヒカルの3作目のミニ・アルバム。2025年7月9日にエピックレコードジャパンより発売。

### 解説
ミニ・アルバムとしては2023年発売の『Gold 〜また逢う日まで〜 EP』より約2年振りとなる。
本作はアナログレコード盤としての発売となり、配信限定盤EPとの同時リリースとなった。
本作は2024年発売のベスト・アルバム『SCIENCE FICTION』収録の「Electricity」に加え、Karen Nymae KG・Arca・saluteといった世界的に活躍する3人のプロデューサーによって手掛けられた3つのリミックスを収録したものとなっている。また、配信限定盤の方にのみ「Electricity」のインスゥトルメンタルが収録された。
本作のリリース決定に合わせて、オリジナル缶バッジが抽選で当たるiTunesプレオーダーキャンペーンが行われている。

### 収録曲
A-SIDE
1. Electricity (Original track) (4:21)
作詞・作曲：宇多田ヒカル / 編曲：宇多田ヒカル、Floating Points
2. Electricity (Karen Nyame KG Remix) (3:42)
作詞・作曲：宇多田ヒカル / Remixed by Karen Nyame KG

B-SIDE
1. Electricity (Arca Remix) (3:38)
作詞・作曲：宇多田ヒカル / Remixed by Arca
2. Electricity (salute Remix) (4:10)
作詞・作曲：宇多田ヒカル / Remixed by salute
3. Electricity (Original track) -Instrumental- (4:21)
配信限定盤のみの収録。本作にて初収録。